# Rosenrips
Rosenrips (Ribes sanguineum) är en art inom vinbärsläktet och familjen ripsväxter.

## Egenskaper
Rosenrips är en 2-3 m hög prydnadsbuske. Den blommar rikligt med röda blommor i hängande klasar i april-maj. Arten härstammar från Kalifornien och Mexiko och är i Sverige härdig upp till södra Norrlands kustland. 